# Coux-et-Bigaroque
Coux-et-Bigaroque korábbi község Franciaországban, Dordogne megyében. Lakosainak száma 987 fő (2017. január 1.). Coux-et-Bigaroque Mouzens községgel határos.
2016. január 1-jén Mouzens korábbi községgel egyesült és az így létrejött Coux et Bigaroque-Mouzens új község része lett.

## Népesség
A település népességének változása:
| Lakosok száma | 766  | 739  | 649  | 720  | 708  | 975  | 972  | 987  | 1261 | 987  |
|               | 1962 | 1968 | 1975 | 1982 | 1990 | 2008 | 2013 | 2015 | 2016 | 2017 |